# Centuria (roślina)
Centuria (Centaurium Hill) – rodzaj roślin z rodziny goryczkowatych. Obejmuje ok. 25 gatunków, z czego 14 występuje w Europie, a reszta w Afryce, Azji, Ameryce Północnej i Południowej. W Polsce rosną trzy gatunki: centuria nadbrzeżna C. littorale, nadobna C. pulchellum i pospolita C. erythrea. Rośliny z tego rodzaju rosną na łąkach i murawach, na wydmach nadmorskich i brzegach wód.
Niektóre gatunki uprawiane są jako ozdobne, zwłaszcza Centaurium scilloides, inne wykorzystywane są jako rośliny lecznicze.

## Morfologia

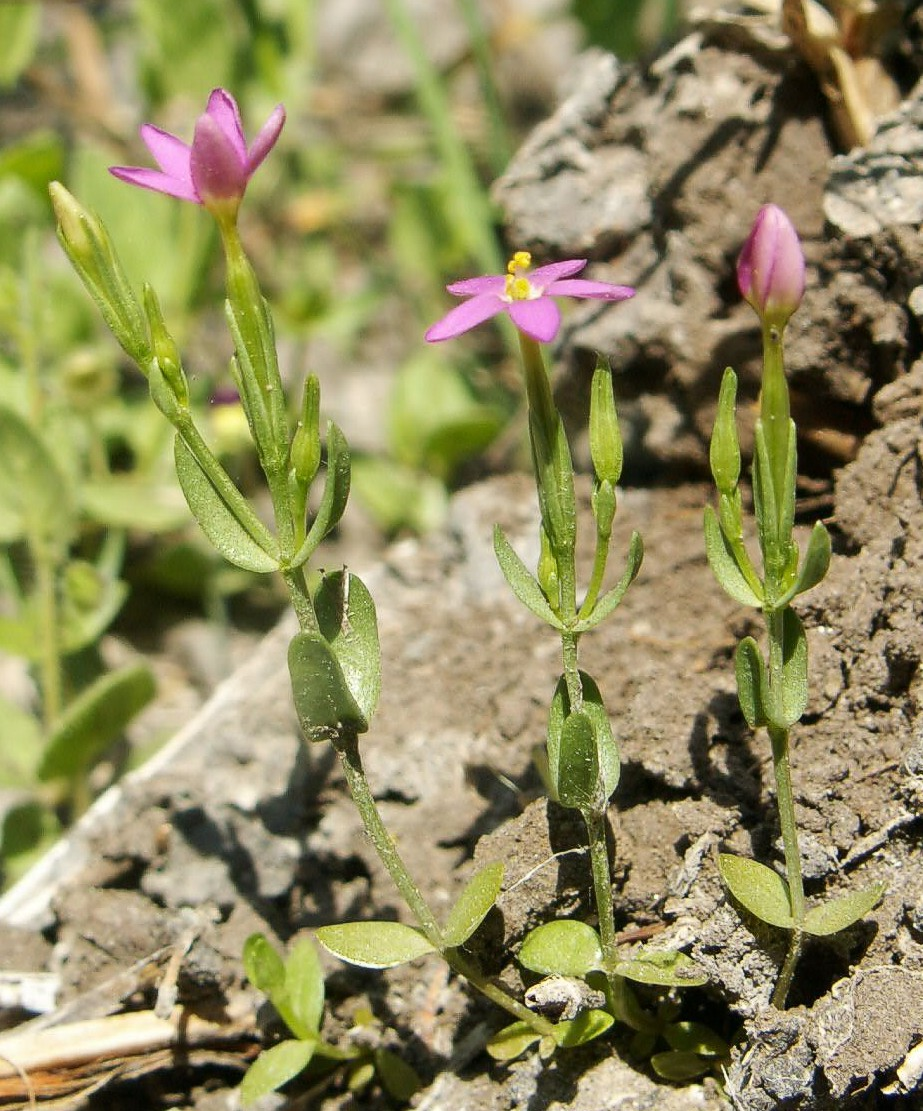
Centuria nadobna

PokrójPrzeważnie rośliny roczne lub dwuletnie, rzadziej byliny. Osiągają do 0,5 m wysokości.
LiścieŁodygowe, czasem także skupione w przyziemną rozetę. Naprzeciwległe, całobrzegie, zwykle nagie.
KwiatyZwykle zebrane w dwuramienne kwiatostany wierzchotkowe, rzadziej w baldachogrona, grona, główki i wiechy. Kwiaty są niewielkie, promieniste, zwykle pięciokrotne (rzadziej czterokrotne) o koronie zrosłopłatkowej, rurkowatej, zwykle różowej, rzadziej białej lub żółtej. W pąku płatki korony skręcone. Kielich zrosłodziałkowy, rurkowaty, ale z łatkami głęboko rozciętymi. Pręcików jest 5, mają bardzo krótkie nitki i często ich pylniki są skręcone. Zalążnia górna, jednokomorowa lub pozornie dwukomorowa. Znamię cienkiego zwykle słupka rozwidlone.
OwoceTorebki otwierające się dwiema klapami. Nasiona drobne.

## Systematyka
Nazwa Centaurium pojawia się w taksonomii roślin jako homonim taksonomiczny: Centaurium Borkhausen = Heteroclita Rafinesque, Centaurium A. Haller = Rhaponticum Ludwig.
Pozycja systematyczna
Rodzaj z rodziny goryczkowatych (Gentianaceae), w której klasyfikowany jest do plemienia Chironieae i podplemienia Chironiinae.
Wykaz gatunków
- Centaurium ameghinoi (Speg.) Druce
- Centaurium × aschersonianum (Seemen) Hegi
- Centaurium barrelieroides Pau
- Centaurium bianoris (Sennen) Sennen
- Centaurium cachanlahuen (Molina) B.L.Rob.
- Centaurium capense C.R.Broome
- Centaurium centaurioides (Roxb.) S.R.Rao & Hemadri
- Centaurium chloodes (Brot.) Samp.
- Centaurium × cicekii Yild. & Yaprak
- Centaurium cochinchinense (Spreng.) Druce
- Centaurium compar (R.Br.) Druce
- Centaurium erythraea Rafn – centuria pospolita
- Centaurium favargeri Zeltner
- Centaurium flexuosum (Maire) J.-P.Lebrun & Marais
- Centaurium intermedium (Wheldon) Druce
- Centaurium × jolivetinum (P.Fourn.) P.Fourn.
- Centaurium × litardierei Ronniger ex Litard.
- Centaurium littorale (Turner) Gilmour – centuria nadbrzeżna
- Centaurium mairei Zeltner
- Centaurium malzacianum Maire
- Centaurium maritimum (L.) Fritsch
- Centaurium minutissimum Maire
- Centaurium portense (Brot.) Butcher
- Centaurium pulchellum (Sw.) Hayek ex Hand.-Mazz., Stadlm., Janch. & Faltis – centuria nadobna
- Centaurium quadrifolium (L.) G.López & C.E.Jarvis
- Centaurium rigualii Esteve
- Centaurium scilloides (L.f.) Samp.
- Centaurium serpentinicola Carlström
- Centaurium tenuiflorum (Hoffmanns. & Link) Fritsch